# Kagamino
Kagamino (japanska: 鏡野町?, Kagamino-chō) är en landskommun (köping) i Okayama prefektur i Japan.  
2005 inkorporerades kommunerna Okutsu, Kamisaibara och Tomi.